# Jerzy Sekulski
Jerzy Sekulski (ur. 1940 w Rudniku nad Sanem, zm. 16 lipca 2021 w Radomiu) – polski pisarz, regionalista z wykształcenia doktor bibliotekoznawstwa i informacji naukowej.

## Życiorys
Do Radomia przyjechał w 1984 roku, gdzie podjął w ówczesnej Wojewódzkiej Bibliotece Publicznej pracę jako kierownik Filii Zbiorów Specjalnych. Był także zawodowo związany z Instytutem Technologii Eksploatacji. W 1990 roku postanowił powrócić do Wojewódzkiej Biblioteki Publicznej, gdzie pełnił funkcję zastępcy dyrektora aż do 2008 roku, gdy poszedł na emeryturę. W latach 1996–2008 był redaktorem naczelnym kwartalnika „Bibliotekarz Radomski”, był także członkiem Stowarzyszenia Bibliotekarzy Polskich, Radomskiego Towarzystwa Naukowego i Stowarzyszenia „Renesans”.
W 2009 napisał Encyklopedię Radomia, było to wówczas pierwsze wydawnictwo tego typu poświęcone miastu Radom. W encyklopedii tej znajduje się ok. 2 180 haseł, które autor samodzielnie opracował.
Zmarł w 2021 i został pochowany na cmentarzu komunalnym w Radomiu.

## Nagrody
Za dzieło pt. Encyklopedia Radomia w 2009 roku Jerzy Sekulski otrzymał Nagrodę Literacką Miasta Radomia.